# (7145) Linzexu
(7145) Linzexu (1996 LO) – planetoida z pasa głównego asteroid okrążająca Słońce w ciągu 4,1 lat w średniej odległości 2,56 j.a. Odkryta 7 czerwca 1996 roku.